# 卡米盧夸克湖
卡米盧夸克湖（Kamilukuak Lake）是加拿大的湖泊，位於該國中部杜邦特湖以南25公里，由努納武特負責管轄，面積631平方公里，島嶼面積7平方公里，海拔高度266米。